# Clyde (schip, 1894)
Clyde was een ijzeren zeilschip. Het werd gebouwd door Russell & Company, Glasgow, Schotland, voor de Nourse Line. Het schip werd vernoemd naar de rivier Clyde die door Glasgow stroomt. Het werd op 25 juli 1894 te water gelaten. De Clyde was het laatste zeilschip dat werd gebouwd voor de Nourse Line.
Op 9 maart 1906 liep het schip aan de grond bij Cape Hatteras, op weg van Barbados naar New York. Het werd op 9 mei 1906 gelicht en voor reparatie naar New York gebracht.
Op 31 juli 1906 werd het verkocht aan M & GR Clover in Londen. Het werd een aantal keer doorverkocht aan verschillende Noorse eigenaren en in 1924 gesloopt.

## Migranten
Het werd voornamelijk gebruikt voor het transport van Indiase contractarbeiders naar de koloniën. Details van enkele van deze reizen zijn als volgt:
| Bestemming | Datum van aankomst | Aantal passagiers | Sterfgevallen tijdens de reis |
| ---------- | ------------------ | ----------------- | ----------------------------- |
| Fiji       | 1 juni 1897        | 670               | n.b.                          |
| Trinidad   | 16 februari 1902   | 574               | 4                             |
| Suriname   | 14 december 1904   | n.b.              | n.b.                          |